# Marco Wilson
Marco J. Wilson (Fort Lauderdale, Florida, 3 de marzo de 1999) más conocido como Marco Wilson, es un jugador profesional estadounidense de fútbol americano que se desempeña en la posición de cornerback en Arizona Cardinals, equipo de la National Football League (NFL).

## Carrera
Fue seleccionado en la cuarta ronda en la Reunión Anual de Selección de Jugadores de la NFL de 2021. Hizo su debut profesional con el equipo Arizona Cardinals, donde lleva jugando tres temporadas.